# Лакра, Антреш Лалит
Антреш Лалит Лакра (англ. Anthresh Lalit Lakra; род. 22 октября 1983) — индийский боксёр, представитель полулёгкой весовой категории. Выступал за национальную сборную Индии по боксу на всём протяжении 2000-х годов, серебряный призёр Южноазиатских игр, победитель и призёр многих турниров международного значения, участник летних Олимпийских игр в Пекине.

## Биография
Антреш Лалит Лакра родился 22 октября 1983 года. Проходил подготовку в боксёрском тренировочном центре Tata Steel в Ноамунди.
Первого серьёзного успеха на международном уровне добился в сезоне 2001 года, когда вошёл в состав индийской национальной сборной и выступил на Кубке Бранденбурга во Франкфурте-на-Одере, где завоевал бронзовую медаль в зачёте полулёгкой весовой категории.
В 2002 году боксировал на юниорском мировом первенстве в Сантьяго-де-Куба, уступив в четвертьфинале россиянину Алексею Тищенко.
В 2003 году стал чемпионом Индии в полулёгком весе, получил серебряную награду на домашних Афроазиатских играх в Хайдарабаде, выступил на Всемирных военных играх в Катании и на международном турнире Хиральдо Кордова Кардин.
В 2005 году победил на чемпионате Содружества в Глазго, в частности в финале взял верх над англичанином Стивеном Смитом.
На Южноазиатских играх 2006 года в Коломбо дошёл до финала полулёгкого веса и выиграл серебряную медаль.
В 2007 году боксировал на домашних Всемирных военных играх в Хайдарабаде и на чемпионате мира в Чикаго, где на стадии четвертьфиналов был остановлен китайцем Ли Яном.
В 2008 году отметился выступлением на Кубке президента АИБА в Тайбэе и на Кубке мира в Москве, откуда привёз награду бронзового достоинства, проиграв в полуфинале кубинцу Иделю Торрьенте. Благодаря череде удачных выступлений удостоился права защищать честь страны на летних Олимпийских играх в Пекине — уже в первом поединке категории до 57 кг со счётом 5:9 потерпел поражение от узбека Баходиржона Султанова и сразу же выбыл из борьбы за медали.
После пекинской Олимпиады Лакра больше не показывал сколько-нибудь значимых результатов в боксе на международной арене.